# Quiet Times
Quiet Times – utwór brytyjskiej popowej piosenkarki Dido pochodzący z jej trzeciego albumu studyjnego zatytułowanego Safe Trip Home. Tekst piosenki został stworzony przez Dido, która razem z The Ark'iem zajęła się jego produkcją. 14 lutego 2009 roku utwór został wydany przez wytwórnię Sony Music jako drugi singel z trzeciej płyty. Tekst utworu opowiada o ojcu piosenkarki, który zmarł w 2006 roku. Singel wykorzystany został w amerykańskim serialu Chirurdzy.

## Notowania
| Lista (2009)                 | Najwyższa pozycja |
| ---------------------------- | ----------------- |
| Czech Republic Airplay Chart | 65                |